# Мейс Винду
Мейс Ви́нду (англ. Mace Windu; 72 ДБЯ — 19 ДБЯ) — персонаж фантастической вселенной «Звёздных войн», глава Высшего Совета джедаев. Он был первым, кто достиг такого положения в столь молодом возрасте (ему не было ещё и тридцати). Винду был коруном, что делало его великим воином. При этом он также служил общественным представителем Высшего Совета джедаев, обеспечивая тесные связи с Верховным канцлером Валорумом.

## Характер
Один из самых убедительных и харизматичных из всех джедаев, Винду не нуждался в Силе, чтобы одержать победу на переговорах. Он потратил несколько лет, работая на Совет джедаев в связи со многими кризисами, начиная с Революции Аркана и до Конфликта Йинчорри. Его преданность делу спасла многие жизни, особенно джедаев, которые работали вместе с ним.
Винду оставался осторожным и сдержанным в период, связанный с Битвой за Набу, полагаясь на своего старого друга Квай-Гон Джинна в том, чтобы предотвратить назревающее противостояние между Торговой Федерацией и народом Набу.
Винду обладал поразительным личным магнетизмом и даже во время отдыха излучал спокойствие и властность. Его слова всегда были весомы, неважно, обращался ли он к Сенату или к товарищам перед битвой.
Другие джедаи бывали сильнее или быстрее, но стиль боя Мейса Винду отличался идеальной уравновешенностью. Он никогда не переоценивал собственные силы и не рисковал попусту, но был неистов в бою. Именно он изобрёл боевую технику «ваапад» — безжалостную атаку световым мечом, названную по имени животного с планеты Сарапин, от природы наделённого самым разным оружием. Этот стиль боя был центром между светом и тьмой.
Интересно, что фиолетовый световой меч персонажа был личной просьбой от Сэмюэла Джексона к Лукасу как способ сделать персонажа уникальным и легко различимым.

## Биография
Винду был членом Ордена джедаев с детства, но тем не менее много времени проводил на своей родной планете, поскольку обладал талантами своего народа в выращивании боевых псов-акк. Будучи падаваном, он побывал на Врууне и сражался с пиратами на борту торгового судна «Темблор» («Temblor»). Позднее он в составе республиканской полиции подавлял Арканийскую Революцию и сражался с арканийским наёмником-изменником, известным под кличкой Горм Растворитель. Став мастером-джедаем, Винду храбро сражался во время Большого Гиперпространственного Конфликта.
Мастер Винду обучил десятки студентов в Храме Джедаев на Корусанте. Он спас от космических пиратов маленькую Депу Биллабу и постоянно помогал ей во время обучения в Храме. Она стала великим джедаем и благодаря собственным способностям даже была избрана в Совет. Винду всегда гордился своей блестящей ученицей.
Когда Квай-Гон Джинн представил юного Энакина Скайуокера Совету джедаев, именно Винду помог проверить его. Мейс Винду первоначально отказал мальчику в обучении на джедая. Он не был уверен, как Джинн, что Энакин Скайуокер и был тем «избранным», кто приведёт к равновесию Силы. После гибели Джинна остальные члены Совета разрешили Оби-Вану Кеноби обучать юного Скайуокера в качестве своего падавана, несмотря на оговорки Мастера Йоды.
Самый знаменитый подвиг Мейс Винду совершил после возвращения графа Дуку, который сформировал и возглавил сепаратистскую Конфедерацию Независимых Систем. Винду привёл ударный отряд из двухсот двенадцати джедаев на Джеонозис и не только спас Оби-Ван Кеноби, Энакина Скайуокера и Падме, но и атаковал военную машину Конфедерации до того, как она начала действовать. Команда Винду самоотверженно сражалась, имея очень малые шансы на победу. Многие джедаи погибли в тот день. Лишь вмешательство подоспевшей армии клонов с Йодой во главе помогло оттеснить графа Дуку и его союзников. Это сражение повлекло за собой начало Войны клонов.
Мейс Винду одержал победу в поединке с охотником за головами Джанго Феттом, одним из величайших воинов в истории галактики, ставшим образцом для армии клонов. Однако эта победа принесла ему малое утешение. Погибшие друзья, которых он потерял в битве за Джеонозис, ещё долго продолжали являться ему. Эта битва стала первым сражением в предстоящей Войне клонов.
Через четыре месяца после начала Войн клонов Мейс Винду участвовал в битве на Дантуине. Его войска были полностью разбиты сейсмическим танком, новым супероружием сепаратистов. Однако Мейс выжил, в одиночку победил дроидов и уничтожил танк.
Мейса Винду серьёзно беспокоило растущее могущество канцлера Палпатина, который забирал в свои руки всё большую власть, изменяя законы в свою пользу. Когда Энакин Скайуокер доложил, что Палпатин — тот самый Владыка Ситх, которого давно искали джедаи, Мейс Винду немедленно принял решение арестовать канцлера Палпатина, который и был Тёмным Владыкой Дартом Сидиусом.
Энакин Скайуокер также хотел принять участие в аресте канцлера, но Винду отказал ему. Он всё ещё не доверял Энакину. Винду приказал Скайуокеру ожидать его возвращения в Храме джедаев.
Мейс Винду пришёл с тремя другими магистрами, Агеном Коларом, Сэси Тийном и Китом Фисто, но Сидиус быстро убил их своим световым мечом. Винду, используя изобретённый им особый стиль боя Ваапад, победил Сидиуса в единоборстве. Сначала он выбил меч из рук Сидиуса, а затем истощил его силы, защищаясь световым мечом от молний, которыми его пытался поразить ситх. В конце их битвы внезапно появился Энакин Скайуокер, нарушивший приказ Винду. Видя величайшую опасность Сидиуса, Винду был готов убить поверженного Тёмного Владыку, но завершить решающий удар не смог. Неожиданным предательским ударом Скайуокер отсёк кисть правой руки Мейса Винду, обрушившего меч на Владыку Ситха. Тот мгновенно воспользовался этим. Теперь ситх смог поразить обезоруженного и раненного джедая молниями, а затем из последних сил вытолкнуть его в разбитое окно, навстречу смерти.

## Звёздные войны: Пробуждение силы
Во время разработки фильма «Звёздные войны: Пробуждение силы» Джексон выразил заинтересованность в том, чтобы повторить свою роль Винду как Призрака.

## Приём
По данным IGN — Мейсу Винду 27-й в рейтинге персонажей «Звездных войн».